# علیه بنت المهدی
عُلَیَّه بنت المهدی (۷۷۷-۸۲۵) همچنین شناخته‌شده به عَبّاسه؛ امیربانوی عباسی و خواهر هارون‌الرشید، شاعر و خواننده عرب‌زبان بود. در خوانندگی برجسته بود و برادرش ابراهیم بن مهدی از او این فن را یادمی‌گرفت. شعر می‌سرود. زندگی‌نامه نویسان کهن، او را از «زیباترین و ظریف‌ترین زنان، کامل‌ترین آن‌ها در فضل و عقل و صیانت» دانسته‌اند. از گفتگوهای او در آموزش قرآن و پرداختن بسیارش به نماز نیز نوشته‌اند.

## زندگی
او رابطه عاطفی با جعفر برمکی داشت که همین علت باعث خشم هارون الرشید شد و جعفر برمکی را سر از تن جدا کرد و سلسله برمکیان هم از اطراف عباسیان دور شد.